# Josep Gascón Sirera
Josep Gascón Sirera (1884-1928) fou un advocat i mestre de Bétera, localitat de la que és fill predilecte des del 1931.
Fou conegut pel seu paper com a representant de teatre amateur, i Rafael Martí li dedicà l'obra El fantasma el 1919. El seu germà, Ferran Gascón Sirera, fou un conegut il·lustrador.